# Елань-Коленовское городское поселение
Елань-Коленовское городское поселение — муниципальное образование Новохопёрского района Воронежской области России.
Образовано в 2004 году.
Административный центр — посёлок городского типа Елань-Коленовский. 

## Население
| 2010  | 2011  | 2012  | 2013  | 2014  | 2015  | 2016  |
| ----- | ----- | ----- | ----- | ----- | ----- | ----- |
| 3925  | ↘3888 | ↘3837 | ↘3783 | ↘3712 | ↘3641 | ↘3553 |
| 2017  | 2018  | 2021  |       |       |       |       |
| ↘3539 | ↗3575 | ↘3274 |       |       |       |       |

## Населённые пункты
В состав поселения входят 3 населённых пункта:
| № | Населённый пункт  | Тип                     | Население (чел.) |
| - | ----------------- | ----------------------- | ---------------- |
| 1 | Елань-Коленовский | посёлок городского типа | ↘3274            |
| 2 | Горелые Ольхи     | посёлок                 | ↘0               |
| 3 | Согласие          | посёлок                 | ↘0               |